# Saint-Aubin-Château-Neuf
Saint-Aubin-Château-Neuf ist eine Commune déléguée in der Gemeinde Le Val d’Ocre mit 508 Einwohnern (Stand 1. Januar 2022) im Département Yonne in der Region Bourgogne-Franche-Comté.
Seit 1. Januar 2016 ist die zuvor selbständige Gemeinde Saint-Aubin-Château-Neuf die größere Ortschaft in der Gemeinde Le Val d’Ocre. Die Gemeinde Saint-Aubin-Château-Neuf gehörte zum Kanton Charny (bis 2015: Kanton Aillant-sur-Tholon) und zum Arrondissement Auxerre.

## Geographie
Saint-Aubin-Château-Neuf liegt etwa 20 Kilometer westnordwestlich von Auxerre am Tholon.
Durch die Ortschaft führt die frühere Route nationale 455 (heutige D955).

## Bevölkerungsentwicklung
| Jahr                      | 1962 | 1968 | 1975 | 1982 | 1990 | 1999 | 2006 | 2013 |
| Einwohner                 | 483  | 440  | 436  | 455  | 460  | 435  | 501  | 517  |
| Quelle: Cassini und INSEE |      |      |      |      |      |      |      |      |

## Sehenswürdigkeiten
- Kirche Saint-Aubin-et-Saint-Léonard aus dem 15. Jahrhundert, Absis wohl noch 13. Jahrhundert
- Mühle von Berceau
- Schloss Fourolles aus dem 17. Jahrhundert
- Schloss Beaurin mit Allee
- Schloss und Park Frauville
- Schloss und Park Fumerault
- Rathaus

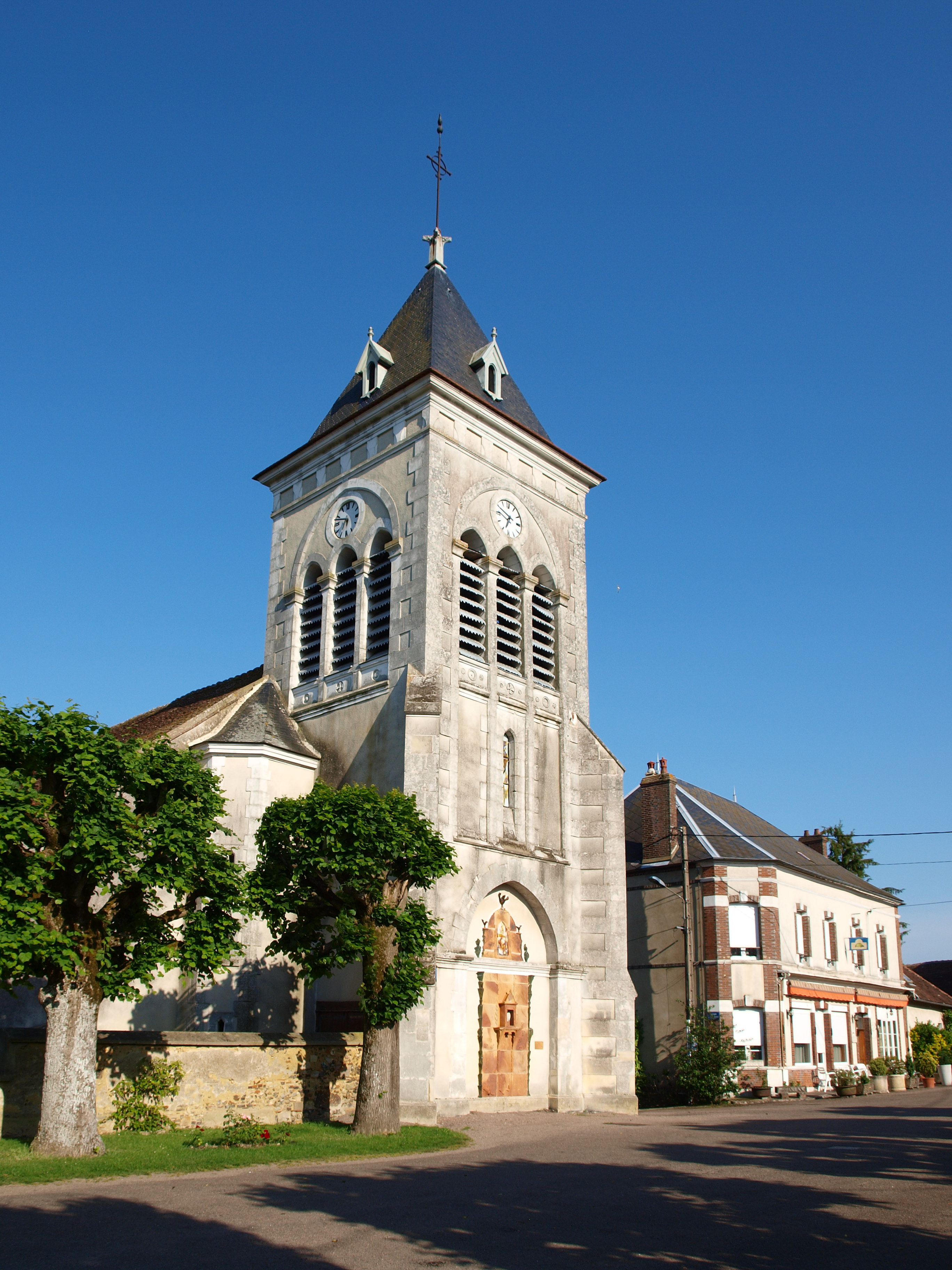
Kirche Saint-Aubin-et-Saint-Léonard
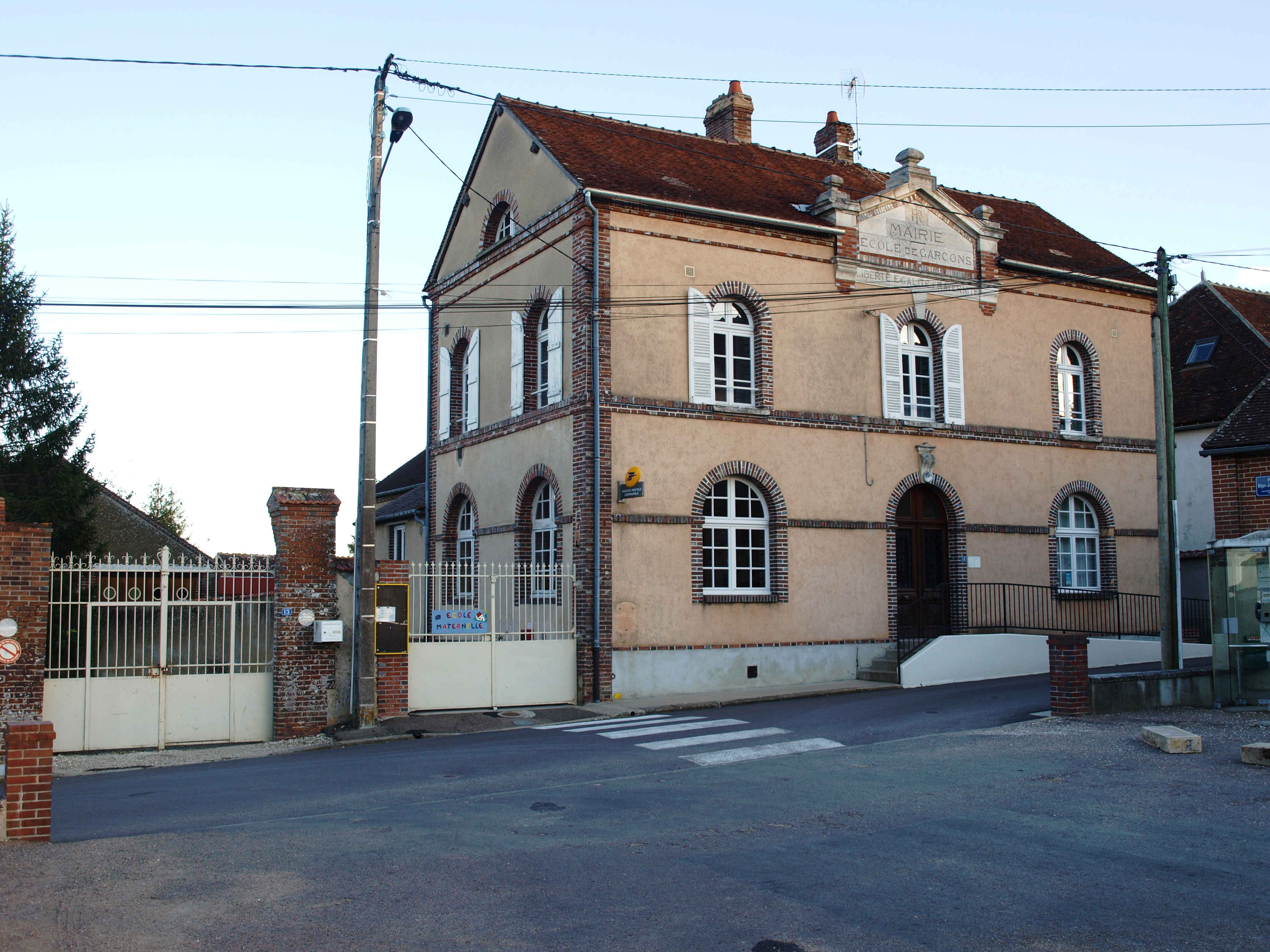
Rathaus von Saint-Aubin-Château-Neuf